# Dorfkirche Albersdorf

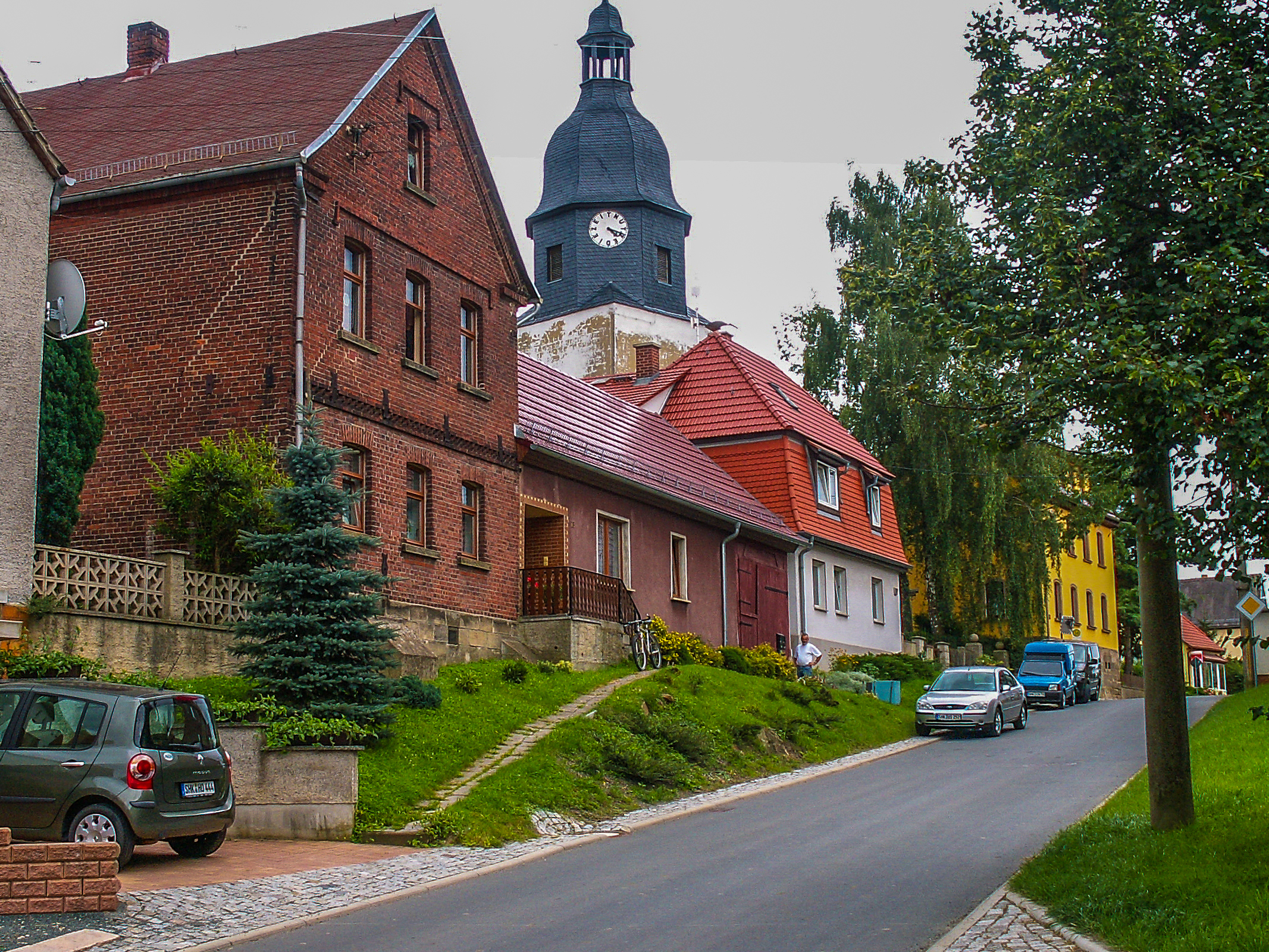
Dorfkirche in Albersdorf

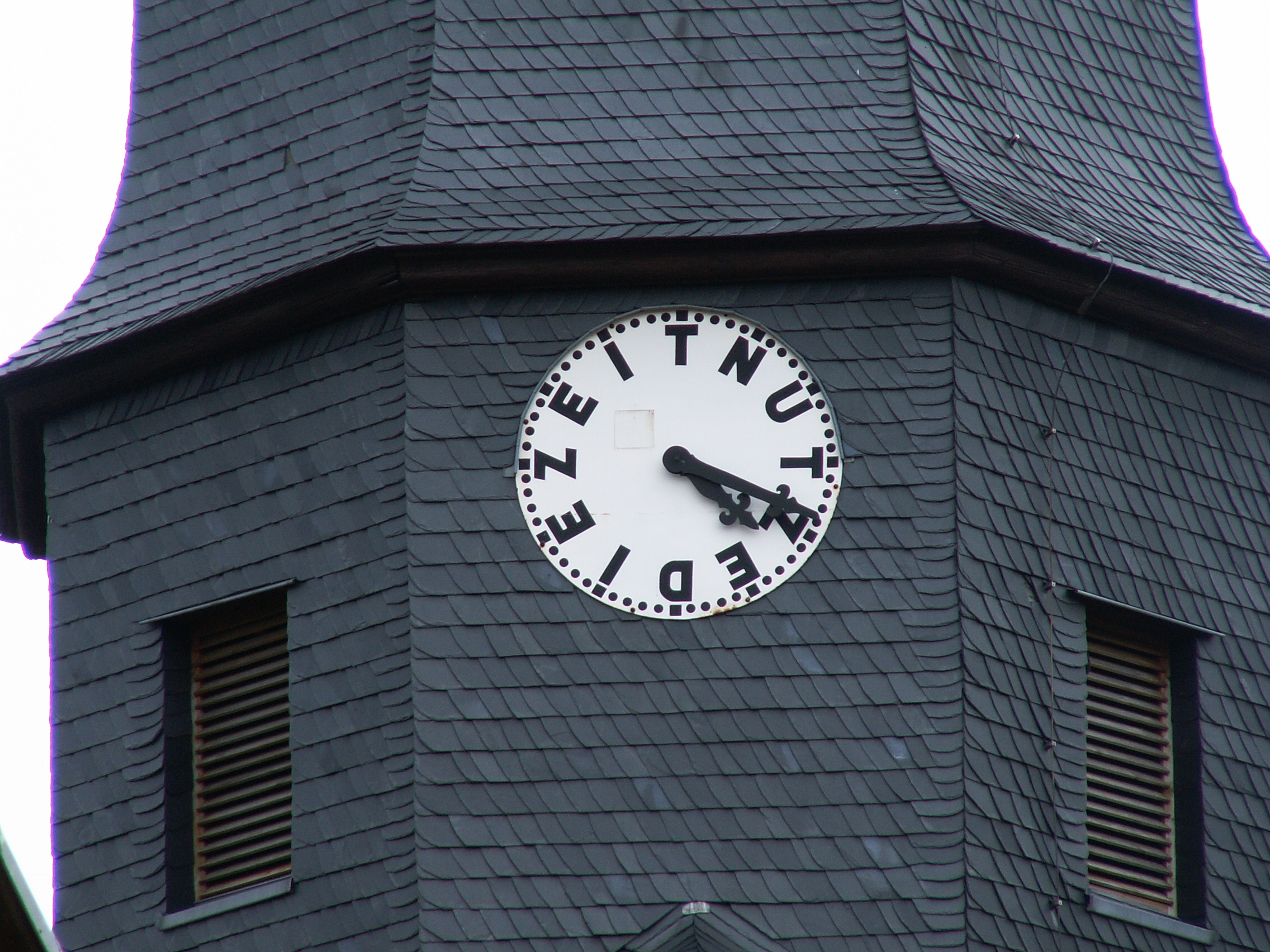
Zifferblatt der Kirche Albersdorf mit dem Spruch NUTZE DIE ZEIT

Die Dorfkirche Albersdorf steht in der Gemeinde Albersdorf im Saale-Holzland-Kreis in Thüringen. Sie gehört zum Kirchspiel Schöngleina-Schlöben im Kirchenkreis Eisenberg der Evangelischen Kirche in Mitteldeutschland.

## Lage
Die Kirche liegt zentral im Holzlanddorf.

## Geschichte
Aus einer Kapelle ist im 13. Jahrhundert die Dorfkirche hervorgegangen.
Nach einem Brand 1717 wurde die Dorfkirche als Saalkirche mit eingezogenen Chor wieder aufgebaut. Der Kirchturm wurde an das Kirchenschiff in die Westfront angebaut. Die dreiseitigen Emporen stammen aus dieser Zeit.
Unter der Orgelempore ist in letzter Zeit eine Winterkirche eingerichtet worden.